# HG (schoonmaakmiddelenbedrijf)
HG International te Almere produceert en verkoopt schoonmaak- en onderhoudsproducten. Sinds 2017 is investeringsmaatschappij Cobepa eigenaar. Het is actief in onder andere Nederland, België, Duitsland en het Verenigd Koninkrijk. Directeur Jeroen Mustert werd in 2022 opgevolgd door Rob Uytdewilligen. De naam HG verwijst naar de initialen van de Zweedse oprichter Hågan Gip.

## Productie
In 2023 maakte het bedrijf bekend dat de fabriek van schoonmaakmiddelen in Almere wordt gesloten. De productie zal overgenomen worden door derden. Het bedrijf op industrieterrein De Vaart kwam enkele malen in het nieuws vanwege onveilige situaties en onvoldoende brandwerende voorzieningen.

## Eigendom
In 2009 nam de Nederlands-Belgische investeringsmaatschappij Gilde Equity Management (GEM) van Gilde Investment Management het familiebedrijf over. Het aandeel dat Gilde in HG had werd in 2017 overgenomen door Cobepa.